# Dillon Dubé
Dillon Dubé (* 20. července 1998) je profesionální kanadský hokejový útočník, momentálně hrající na pozici centra v týmu Calgary Flames v severoamerické lize NHL. Stejný tým ho v roce 2016 draftoval ve 2. kole jako 56. celkově.

## Klubové statistiky
| Sezona     | Klub            | Soutěž     | Základní část | Základní část | Základní část | Základní část | Základní část | Play off | Play off | Play off | Play off | Play off |
| Sezona     | Klub            | Soutěž     | Z             | G             | A             | B             | TM            | Z        | G        | A        | B        | TM       |
| ---------- | --------------- | ---------- | ------------- | ------------- | ------------- | ------------- | ------------- | -------- | -------- | -------- | -------- | -------- |
| 2014–15    | Kelowna Rockets | WHL        | 45            | 17            | 10            | 27            | 12            | 18       | 5        | 6        | 11       | 8        |
| 2015–16    | Kelowna Rockets | WHL        | 65            | 26            | 40            | 66            | 50            | 18       | 2        | 5        | 7        | 16       |
| 2016–17    | Kelowna Rockets | WHL        | 40            | 20            | 35            | 55            | 40            | 17       | 7        | 14       | 21       | 18       |
| 2016–17    | Stockton Heat   | AHL        | —             | —             | —             | —             | —             | 1        | 0        | 0        | 0        | 0        |
| 2017–18    | Kelowna Rockets | WHL        | 53            | 38            | 46            | 84            | 52            | 4        | 2        | 0        | 2        | 14       |
| 2017–18    | Stockton Heat   | AHL        | 6             | 0             | 4             | 4             | 2             | —        | —        | —        | —        | —        |
| 2018–19    | Stockton Heat   | AHL        | 37            | 15            | 24            | 39            | 24            | —        | —        | —        | —        | —        |
| 2018–19    | Calgary Flames  | NHL        | 25            | 1             | 4             | 5             | 4             | —        | —        | —        | —        | —        |
| 2019–20    | Stockton Heat   | AHL        | 13            | 4             | 9             | 13            | 8             | —        | —        | —        | —        | —        |
| 2019–20    | Calgary Flames  | NHL        | 45            | 6             | 10            | 16            | 6             | 10       | 4        | 1        | 5        | 2        |
| 2020–21    | Calgary Flames  | NHL        | 51            | 11            | 11            | 22            | 20            | —        | —        | —        | —        | —        |
| 2021–22    | Calgary Flames  | NHL        | 79            | 18            | 14            | 32            | 20            | 12       | 0        | 1        | 1        | 2        |
| 2022–23    | Calgary Flames  | NHL        | 82            | 18            | 27            | 45            | 47            | —        | —        | —        | —        | —        |
| NHL celkem | NHL celkem      | NHL celkem | 282           | 54            | 66            | 120           | 97            | 22       | 4        | 2        | 6        | 4        |

### Reprezentační statistiky
| 2015            | Kanada 18       | Hlinka Gretzky Cup | 4  | 1 | 2 | 3  | 2 | Zlatá medaile    |
| 2017            | Kanada 20       | MSJ                | 7  | 0 | 3 | 3  | 4 | Stříbrná medaile |
| 2018            | Kanada 20       | MSJ                | 7  | 3 | 2 | 5  | 2 | Zlatá medaile    |
| Junioři celkově | Junioři celkově | Junioři celkově    | 18 | 4 | 7 | 11 | 8 |                  |